# Glaslough
Glasslough es una localidad situada en el condado de Monaghan de la provincia de Úlster (República de Irlanda), con una población en 2016 de 500 habitantes.
Se encuentra ubicada al norte del país, a poca distancia de la frontera con Irlanda del Norte, y al suroeste de Belfast —la capital de dicha nación— y del lago Neagh, el mayor de las islas británicas

## Castillo Leslie
Se encuentra a las afueras del pueblo. Las cabañas del pueblo son propiedad de Glasslough y las pueden alquilar los turistas. Hay un precioso parque infantil y una cancha de tenis ubicada en el campo principal del pueblo. También existe una tienda y una cafetería en el lugar.